# Hit Radio FFH
Hit Radio FFH (Eigenschreibweise HIT RADIO FFH) ist eines von drei Programmen, das von der Radio/Tele FFH GmbH & Co. Betriebs-KG produziert wird (neben Planet Radio und harmony.fm). Die Abkürzung FFH steht für Funk und Fernsehen Hessen. Der Sendebetrieb wurde am 15. November 1989 in Frankfurt am Main aufgenommen. Seit 2001 sendet FFH aus dem Funkhaus in Bad Vilbel.
FFH ist nach Hörerzahlen der zweitgrößte private Radiosender Deutschlands nach Antenne Bayern.

## Geschichte des Senders

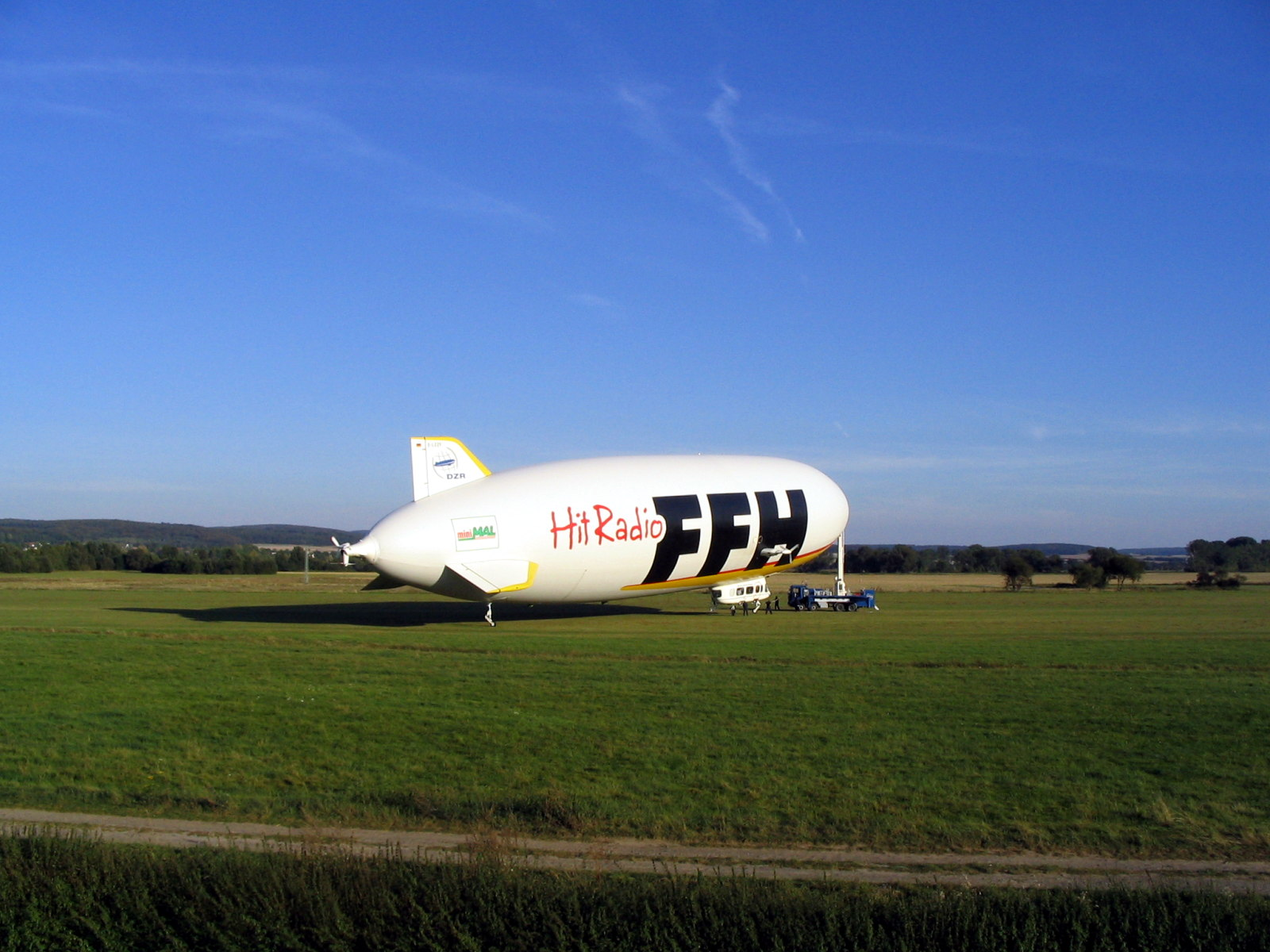
FFH-Luftschiff

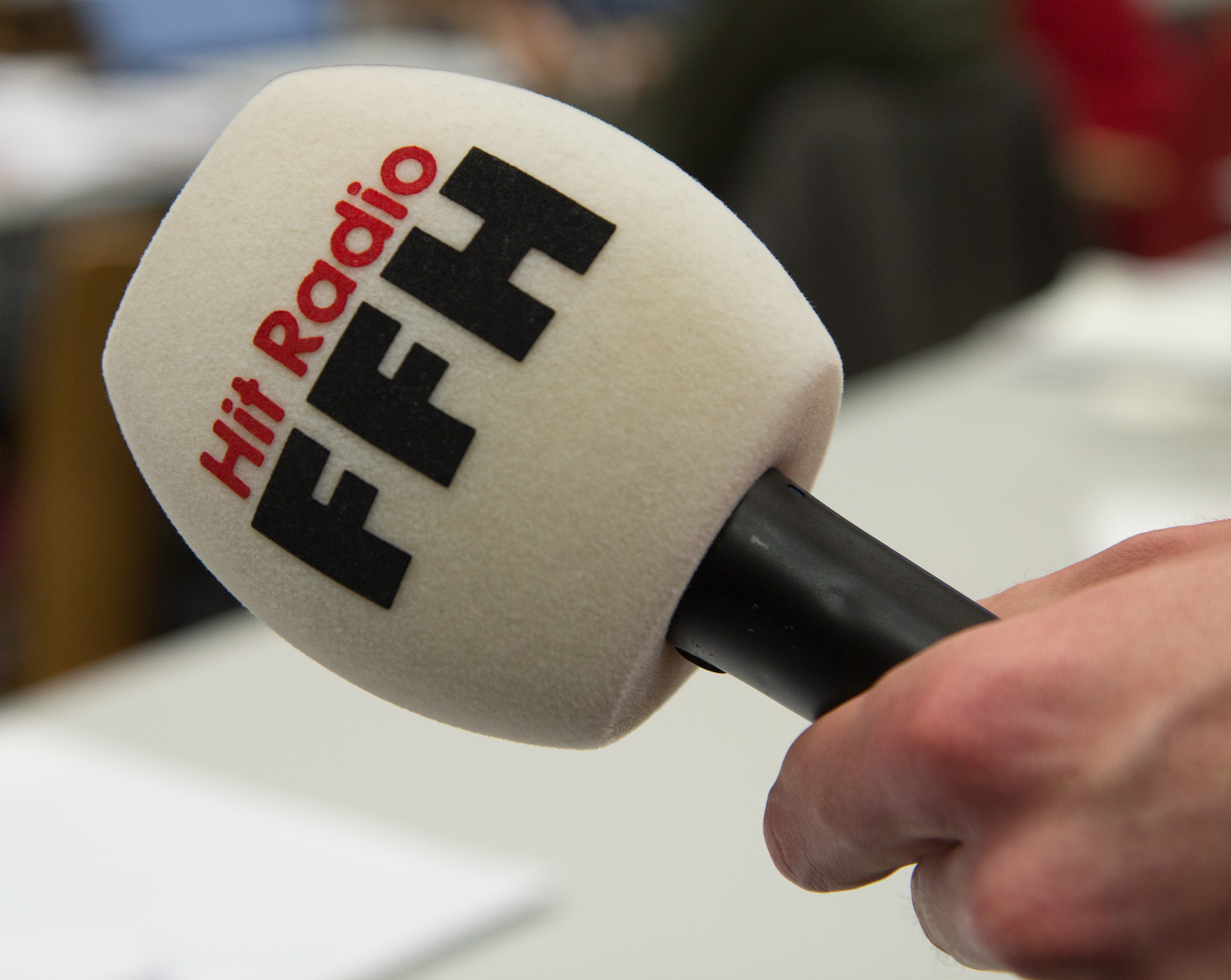
Interviewmikrofon von FFH

### Gründungszeit 1988–1990
Der Sender wurde unter dem Namen „Radio FFH“ am 15. März 1988 von 50 Gesellschaftern (darunter 36 hessische Zeitungsverlage sowie nationale, Hessischer Bauernverband, Landessportbund Hessen) gegründet, nachdem der Radiomarkt in Hessen unter Ministerpräsident Walter Wallmann dereguliert worden war. Das erste Domizil des Senders war eine ehemalige Tipp-Ex-Fabrik in Frankfurt-Rödelheim.
Am 6. November 1989 wurde dem Sender als erstem privaten Radiosender in Hessen eine Sendelizenz zuerkannt. Bereits vor der Lizenzzuteilung hatten die Verleger hinter FFH mehrere Millionen D-Mark in die Ausstattung des Senders investiert. Der Sendebetrieb startete mit 55 Mitarbeitern am 15. November 1989 um 4:55 Uhr mit Nachrichten, die von Uwe Hackbarth gesprochen wurden. Die erste Sendung war Guten Morgen Hessen!, erster gespielter Musiktitel war Flying through the air von Oliver Onions.

### Expansionszeit 1990–1994
Am 15. April 1992 wurden zwei neue Frequenzen (an den Standorten Großer Feldberg und Hoher Meißner) in Betrieb genommen. Ab Mai 1992 setzte der Sender einen Hubschrauber ein, um Reportagen über die Verkehrslage zu senden. Ab September 1993 gab es auch zu Promotionszwecken ein Prallluftschiff. Ebenfalls seit 1993 enthält das Radioprogramm Regionalnachrichten, die simultan für sechs Regionen in Hessen ausgestrahlt werden. Die Sender werden dazu in sechs verschiedene Sendeketten auseinandergeschaltet. Seit 1994 gibt es bei FFH so genannte Staupiloten. Das sind Autofahrer, die Staus, in denen sie entweder selbst stehen oder an denen sie vorbeifahren, an FFH melden.

### Modernisierung 1995–1997
Am 25. April 1995 gab sich FFH ein neues Design. Der neue Name lautet nun: Hit Radio FFH, das neue Motto „Einfach näher dran“ (nach „Wir kommen rüber“ in den ersten Jahren). Am 1. August 1995 startete der digitale Sendebetrieb über Satellit, Anfang 1996 der Sendebetrieb auch über Internet. Am 25. September 1995 wurde die Anzahl der Regionalstudios auf sechs erhöht, nämlich Darmstadt (Südhessen), Frankfurt (Rhein-Main-Gebiet), Fulda (Osthessen), Gießen (Mittelhessen), Kassel (Nordhessen) und Wiesbaden. Im Juni 1997 wurde für die Verkehrsüberwachung der FFH-Hubschrauber durch ein Flugzeug ersetzt. Seit dem 20. August 1997 liegen alle Musiktitel im Sender in digitaler Form auf Festplatte vor.

### Umzug 1998–2001

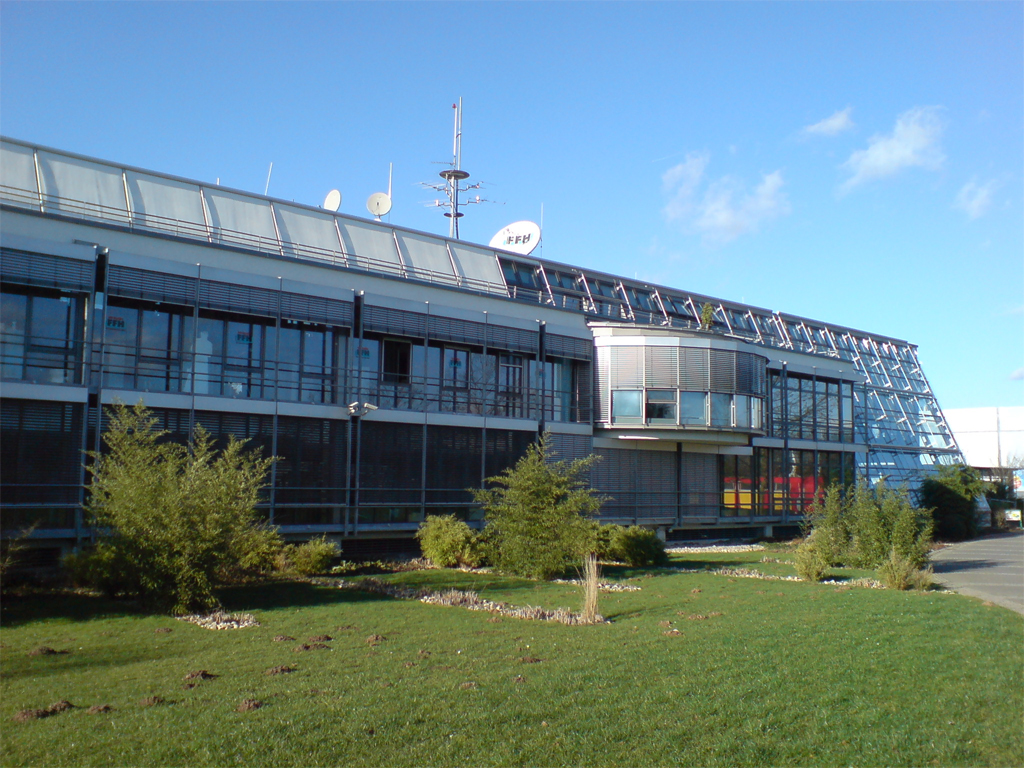
Funkhaus am Burgpark in Bad Vilbel

Am 29. Mai 1998 wurde der Umzug in ein neues Gebäude in Bad Vilbel beschlossen. Die Bauarbeiten begannen im März 2000 und waren im Juni 2001 abgeschlossen. Formal vollzogen wurde der Funkhauswechsel am 24. Juni 2001 um 14:14 Uhr, als im laufenden Sendebetrieb umgeschaltet wurde. Der letzte Titel, der in Frankfurt gespielt wurde, war Time to say Good bye von Andrea Bocelli, der erste Titel aus dem neuen Funkhaus Music von Madonna. Der Sendestart in Bad Vilbel wurde von Stephan Holler moderiert, die letzte Sendung aus Frankfurt-Rödelheim von Uta Schmidt.

### FFH heute

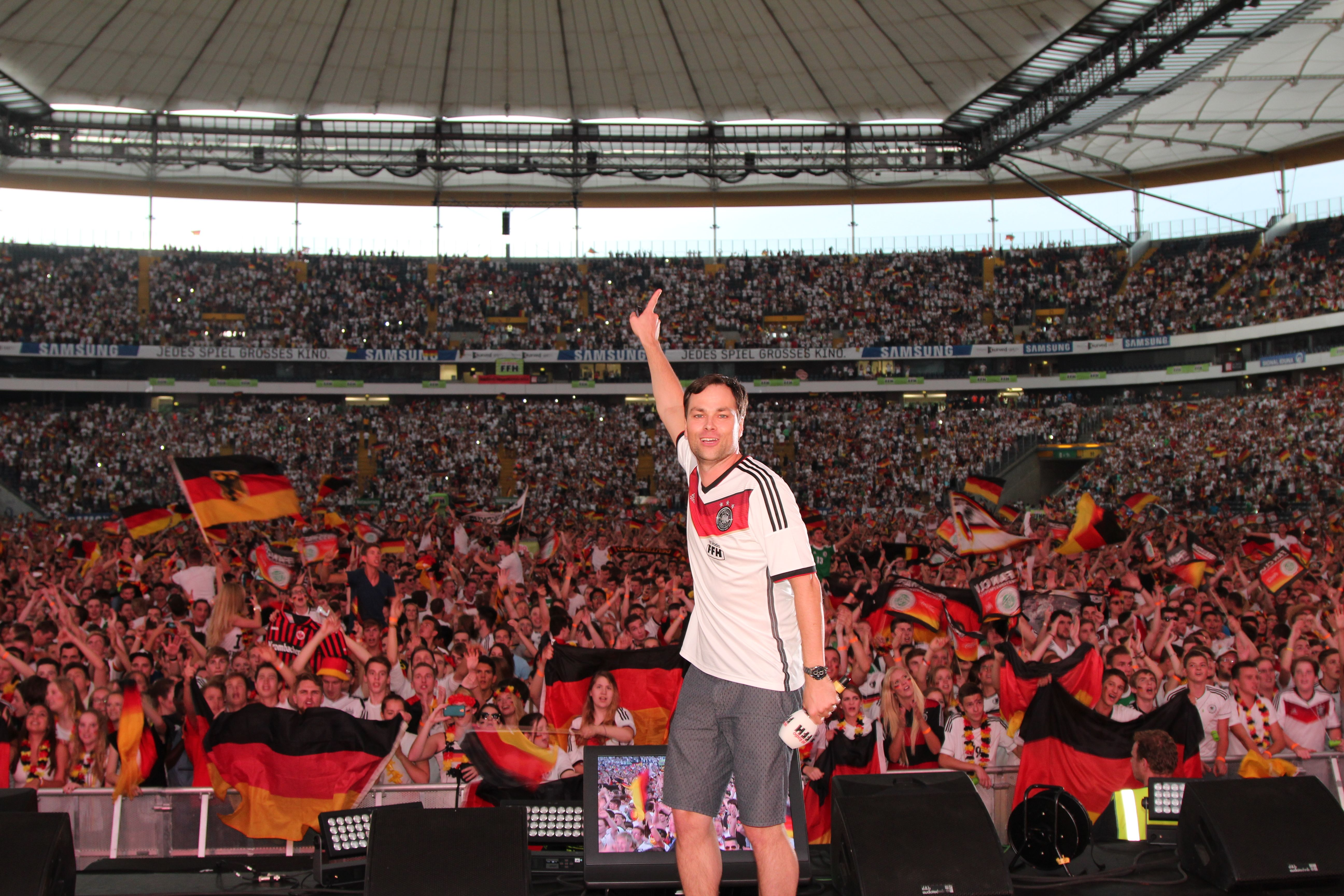
Fußball-Weltmeisterschaft 2014, FFH-Public-Viewing in der Commerzbank-Arena Frankfurt am Main mit Moderator Daniel Fischer, 4. Juli 2014, Spiel Deutschland gegen Frankreich.

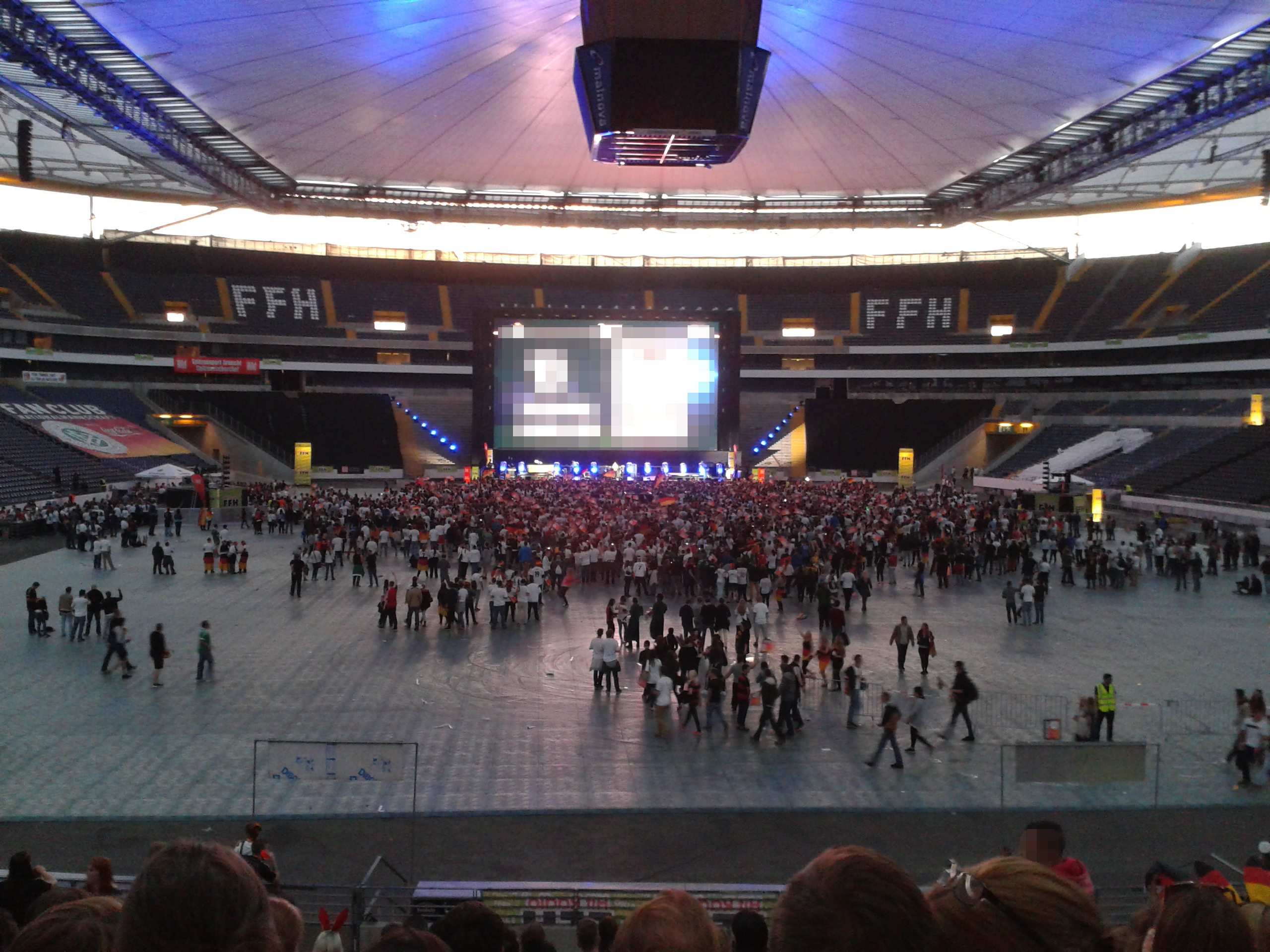
Von FFH in der Frankfurter Commerzbank-Arena veranstaltetes Public Viewing während der Fußball-Weltmeisterschaft 2014.

Hit Radio FFH ist seit 1991 das meistgehörte Hörfunkprogramm in Hessen. Nach den Ergebnissen der Media-Analyse 2017/II schalten jede Stunde im Durchschnitt 457.000 Hörer und jeden Tag 2,1 Millionen Hörer das Programm ein. Der Hauptkonkurrent hr3 hat 324.000 Hörer pro Stunde und 1,75 Millionen Hörer pro Tag.
Außerdem gehört Hit Radio FFH zu den fünf Gründungsmitgliedern des Radiokonsortiums Digital 5 und zu den Gründern der Plattform Radioplayer.de.
FFH richtet seit der Fußball-Weltmeisterschaft 2006 regelmäßig Public Viewings in der Commerzbank-Arena aus.
Im Frühjahr 2018 nahm Hit Radio FFH mehrere technisch komplett neu ausgestattete Studios in Betrieb.

## Programm
FFH sendet rund um die Uhr. Das Programm ist auf Durchhörbarkeit angelegt und verzichtet weitgehend auf Spezialsendungen. Eine Besonderheit ist die Positionierung der Nachrichten jeweils fünf Minuten vor der vollen Stunde. Populär sind Comedy-„Persönlichkeiten“ wie z. B. Anke von „Ankes Tanke“ oder der FFH-Dummfrager. 2017 und 2019 wurde FFH von der unabhängigen Grimme-Jury mit dem Deutschen Radiopreis in der Kategorie „Beste Comedy“ ausgezeichnet.
FFH stellt seine Musik nach dem Current-Based AC-Format zusammen. Die Wiedergabeliste ist definiert durch aktuelle Songs und Hits aus den 1980er und 1990er Jahren.
Während der Rush Hour auf den hessischen Straßen sendet FFH live aus der Verkehrszentrale Hessen, sodass Autofahrer schneller und besser über Staus informiert werden können.
Der Sender betreibt mehrere Webradio-Kanäle, wie z. B. Lounge, iTunes Top 40 und das ganzjährige Weihnachtsradio.
Das Nachtprogramm (Mo–Sa 0–5, Sa 22-0 und So 0–6 Uhr) wird automatisiert und als unmoderiertes Musikprogramm gestaltet. Bis August 2023 war die Nachrichtenredaktion auch in der Nacht besetzt und lieferte live Nachrichten und Servicebeiträge. Seitdem gibt es nachts nur noch vorher aufgezeichnete Nachrichten. Der Wetterbericht und der Staupilot werden von der KI Stimme „Alex“ vorgelesen, aber weiterhin von der Redaktion geschrieben.
Eine Ausnahme bildete Heiligabend seit Sendestart 1989. Ab 17 Uhr hatten alle Mitarbeiter frei und das Programm wurde vom ehemaligen Geschäftsführer Hans-Dieter Hillmoth live moderiert. Nachrichten und Wetter entfallen von 17 bis 6 Uhr. Hillmoth hat im Juli 2019 die Geschäftsführung an Marco Maier übergeben und ist in den Ruhestand gegangen.
FFH benutzte beim RDS die Technik des Dynamischen PS. So wurden neben Sendernamen auch aktuelle Nachrichten und Sportmeldungen (z. B. Spielstände), der Wetterbericht, Sendung mit Moderator oder der gespielte Titel mit Interpret übermittelt. Bei Regionalisierung ist der RDS-Text für die Dauer der Auseinanderschaltung statisch:
- Rhein-Main: FFH-F
- Südhessen: FFH-DA
- Wiesbaden: FFH-WI
- Mittelhessen: FFH-GI
- Osthessen: FFH-FD
- Nordhessen: FFH-KS

Seit einem Software-Update des RDS Encoders im Frühjahr 2019 wird die feste Programmkennung „FFH“ gesendet. Dafür wird nun der RDS-Radiotext intensiv genutzt. Gespielter Interpret sowie Nachrichten und Sondermeldungen werden so vollständig dargestellt.

## Programmschema
| Uhrzeit   | montags bis freitags                                                                 |
| --------- | ------------------------------------------------------------------------------------ |
| 0–05 Uhr  | FFH-Nachtleben ohne Moderation                                                       |
| 05–10 Uhr | Guten Morgen, Hessen! mit Julia Nestle, Johannes Scherer                             |
| 10–14 Uhr | Dein FFH-(Vor-)Mittag mit Daniel Fischer oder Stefan Frech                           |
| 14–18 Uhr | Echt Evren mit Evren Gezer und Marvin Ulrich                                         |
| 18–20Uhr  | FFH JETZT mit Uta Schmidt oder Silvia Stenger                                        |
| 20–00 Uhr | Dein FFH-Abend mit Dani Steinitz, Danie Kleideiter, Tobi Radloff oder Daniel Franzen |

| Uhrzeit   | samstags                                                             |
| --------- | -------------------------------------------------------------------- |
| 00–05 Uhr | FFH-Nachtleben ohne Moderation                                       |
| 05–09 Uhr | Guten Morgen, Hessen! (Wochenendausgabe) mit wechselnden Moderatoren |
| 09–13 Uhr | Die schöne Samstagsshow mit Tobi Radloff                             |
| 13–18 Uhr | Hoch die Hände: Samstag mit Daniel Franzen                           |
| 18–22 Uhr | FFH - Was Geht?! mit Kathrin Sawatzki                                |
| 22-00 Uhr | FFH Just Party ohne Moderation                                       |

| Uhrzeit   | sonntags                                                 |
| --------- | -------------------------------------------------------- |
| 00–06 Uhr | FFH-Nachtleben ohne Moderation                           |
| 06–09 Uhr | Kreuz und Quer mit Lara Hoffmann oder Sascha Lewandowski |
| 09–12 Uhr | Silvia am Sonntag – der Talk mit Silvia Stenger          |
| 12–15 Uhr | FFH - Dein Mittag mit wechselnden Moderatoren            |
| 15–20 Uhr | Dein Sonntag mit Sabine mit Sabine Schneider             |
| 20–00 Uhr | Die Du bist im Radio Show mit Uta Schmidt                |

## Schleichwerbung
FFH gab 2016 vor, für seine Hörer Werbung zu machen, die ihr privates Auto vermieten wollen. De facto machte der Sender damit aber Schleichwerbung für das Portal CarUnity, einem Unternehmen von Opel. Auch auf den anderen Medienplattformen des Senders wie in Facebook und auf seiner Homepage verschwamm die Abgrenzung zwischen redaktionellem Beitrag und Werbeanzeige. Die Online-Plattform Fair-Radio legte Beschwerde bei der Hessischen Landesmedienanstalt ein. Dieser Beschwerde wurde stattgegeben, allerdings nicht öffentlich.

## Bekannte aktuelle Moderatoren
- Tobias Radloff (* 1986)
- Evren Gezer (* 1980)
- Julia Nestle (* 1985)
- Daniel Fischer (* 1976)
- Johannes Scherer (* 1973)
- Marvin Ulrich (* 1990)
- Uta Schmidt
- Sabine Schneider
- Daniela Steinitz
- Silvia Stenger
- Daniela Kleideiter
- Kathrin Sawatzki
- Daniel Franzen
- Stefan Frech (* 1977)
- Lara Hoffmann

## Bekannte ehemalige Moderatoren
- Horst Hoof (* 1978)
- Mo Asumang (* 1963)
- Andreas Dorfmann (* 1962)
- Rob Green (* 1976)
- Leif-Erik Holm (* 1970)
- Thomas Koschwitz (* 1956)
- Robert Treutel (Bodo Bach) (* 1957)
- Stephan Schäuble (* vor 1980)
- Felix Moese (* 1980)
- Stefanie Burmeister[16]
- Frank Wallitzek (* 1977)
- Stephan Holler

## Empfang
Das Programm von Hit Radio FFH wird über 13 terrestrische UKW-Sender in Hessen und im Kabel mehrerer Bundesländer ausgestrahlt. Technischer Dienstleister für den UKW-Betrieb ist der Düsseldorfer Sendernetzbetreiber UPLINK Network GmbH. Ebenfalls kann man FFH seit dem 1. Dezember 2011 über das neue Format DAB+, in Hessen, empfangen. Über DAB+ werden DLS-Informationen und eine MOT-Slideshow übertragen. Europaweit war FFH bis zum 15. Dezember 2022 über den Satelliten Astra (DVB-S) zu hören und bleibt es weltweit über das Internet als Live-Audiostream mit 128 kBit/s. Dort gibt es auch 24 weitere Spartensender ohne Moderation.
Via DVB-S wurde das Regionalfenster Wiesbaden gesendet; via DAB+ sind auf dem Mux Hessen Nord (Kanal 6A) seit dem 1. November 2022 neben dem bereits vorhandenen Regionalstudio Kassel zusätzlich auch Gießen und Fulda zu empfangen; Darmstadt und Rhein-Main sind auf Hessen Süd (Kanal 12C) gekommen. Als Webradiostream stehen alle 6 Regionalstudios uneingeschränkt zur Verfügung.

### Analoge UKW-Frequenzen
- Alsfeld 88,1 MHz
- Bad Hersfeld 95,9 MHz
- Bingen 106,9 MHz
- Dillenburg/Angelburg 100,0 MHz
- Driedorf/Höllberg 106,8 MHz
- Großer Feldberg 105,9 MHz
- Habichtswald 103,7 MHz
- Heidelstein 100,9 MHz
- Hoher Meißner 105,1 MHz
- Hohes Lohr 107,7 MHz
- Krehberg 105,0 MHz
- Michelstadt 96,1 MHz
- Wiesbaden/Konrad Adenauer Ring 102,0 MHz